# Førstefødselsret
Førstefødselsretten var en arvefølgeregel, der siger, at den først fødte arver alt, mens de øvrige søskende er udelukket fra arv. Denne regel kendes allerede i Det gamle testamente, hvor den kommer til udtryk ved rivaliseringen mellem Esau og Jakob over arven efter Isak. På grund af de førstefødtes store betydning var det også dem, som blev ramt af Ægyptens 10. plage.
I Norden var retsopfattelsen en anden, og reglen om førstefødselsret trængte kun langsomt igennem. Langt op i Middelalderen blev arven fordelt ligeligt mellem alle søskende, hvad der gav anledning til mange snigmord og borgerkrige, og især når arven drejede sig om retten til kongemagten. I Danmark fik kongerne efterhånden fastslået den agnatiske førstefødselsret, dvs. den mandlige linjes arveret, hvad angår selve kongeriget. Det kunne derefter videregives udelt til tronarvingen, hvorimod hertugdømmet Slesvig blev udsat for gentagne arvedelinger. 
Den katolske kirke var bekymret over den ufred, som den ligelige arveret skabte, og man gjorde sig store anstrengelser for at sætte princippet om førstefødselsretten igennem, hvad der fremgår tydeligt af den gyldne bulle fra 1356.

## Gældende ret
Det følger af arveloven lovbekendtgørelse nr. 1347 af 15. juni 2021 § 1, 2. pkt., at førstefødselsretten ikke gælder.

## Reference
1. ↑  arveloven på retsinformation.dk